# Marjitt i Knutshult
Marjitt i Knutshult, levde 1594, var en svensk kvinna som åtalades för häxeri. Hennes mål tillhör de åtta större trolldomsmål som finns dokumenterade inom Jönköpings läns jurisdiktion. 
Den 4 juni 1594 i Habo svor Laris i Eket och Jöns i Pärstorp på att de hade sett Marjitt i Knutshult rida på en varg. Jöns i Pärstorp uppgav att Marjitt i Knutshult och hennes make Harald i Knutshult hade köpt en ko av honom, men begärt en bättre ko än de hade fått, och hotat honom med att han annars inte skulle få någon glädje av den han behöll: "du måste låta mig få den ko jag vill ha, om du inte gör detta kommer du inte ha något gagn av den kon", varefter samma ko stönade. 
Måns Håckonsson i Gölhult och Nilss i Hallebo vittnade om att de hade hört händelsen berättas, och att Marjitt hade lovat att Jons folk i Lindhult skulle ”fara ena fanens färd”. Några dagar efter detta insjuknande en av Joens söner, och drängens lår bröts och gjorde honom till krympling. Flera andra vittnen, bland dem Jöns hustru och dotter, vittnade om att många som Marijtt i Knutshult avundades eller låg i konflikt med hade råkat illa ut. 
Marjitt i Knutshult dömdes ”både lagen och hennes egna gärningar har dömt henne till vad helst det straff som överheten väljer”, det vill säga till döden. Hennes dödsdom är en av få som dokumenterats av häxprocesserna i Jönköping. Straffet kunde dock inte verkställas, eftersom hon lyckades rymma från fängelset och man såg det som osannolikt att det skulle gå att finna henne.
Likt många andra fall är hennes ofullständigt dokumenterad. Hon nämns i samband med det senare mer berömda fallet om Elin i Horsnäs. 